# نوراشي
نوراشي، (بالإنجليزية: Nurachi)‏، هي بلدية، في مقاطعة أوريستانو في إقليم سردينيا الإيطالي، وتقع على بعد حوالي 100 كيلومتر (62 ميل) شمال غرب كالياري، وحوالي 9 كيلومترات (6 ميل) شمال غرب أوريستانو. اعتبارا من 31 ديسمبر 2004، كان عدد سكانها 1,671، وتبلغ مساحتها 15.9 كيلومتر مربع (6.1 ميل مربع).

## السكان
في سنة 1861 بلغ عدد السكان 791 نسمة، وتطور العدد ليصل في سنة 2011 لـ 1٬790 نسمة.
يظهر هذا المخطط البياني تطور النمو السكاني لـ نوراشي